# Mike Hoover
Mike Hoover (* 1944) ist ein US-amerikanischer Kameramann, Filmregisseur,  Filmproduzent, Dokumentarfilmer und Bergsteiger, der bei den 57. Academy Awards 1985 mit seinem Film Up mit einem Oscar in der Kategorie „Bester Kurzfilm“ (Live Action) ausgezeichnet worden ist.

## Biografie
Hoover verband seine Leidenschaft Bergsteigen und Klettern mit seinem Beruf als Kameramann und Dokumentarfilmer. Nachdem er in dem 1970 erschienenen Horror-Abenteuerfilm Harry und der Zauberring als Kameramann gearbeitet hatte, verlegte er sich zunehmend auf Dokumentarfilme. Gleich sein erster Kurzfilm Solo von 1972, in dem er die Kamera und Regie führte und auch den in der im Yosemite-Nationalpark gelegenen Felswand El Capitan kletternden Bergsteiger darstellte, wurde für einen Oscar nominiert. Für den Bergfilm Im Auftrag des Drachen von und mit Clint Eastwood brachte er dem Filmstar bei, wie man im Yosemite-Tal klettert, bevor der Film dann 1974 in Grindelwald in der Schweiz gedreht wurde.
Unter Hoovers Kameraführung entstanden weitere Dokumentarfilme wie beispielsweise To the Ends of the Earth (1983), The Endless Summer II (1994) oder Zion Canyon: Treasure of the Gods. Für seinen 1984 erschienenen Kurzfilm Up, in dem Ed Cesar seinen bisher bei ihm lebenden Falken in die Freiheit entlässt, um sich dann mit einem Flugdrachen auf die Suche nach dem Tier zu begeben, wurde er mit einem Oscar belohnt, und erhielt den Preis der Jury beim Montreal World Film Festival zugesprochen. In den späten 1980er-Jahren bereiste Hoover achtzehn Mal Afghanistan, um dort Filmaufnahmen des blutigen Krieges in dem Land zu erstellen. Daraus entstanden im Anschluss die Dokumentarfilme Battle for Afghanistan und Afghanistan: The Secret War (beide 1987).
Für Curtis Hanson war er in dessen Thriller Am wilden Fluß mit Meryl Streep und Kevin Bacon im Bereich „Visuelle Effekte“ tätig. Hoover trug oftmals die Verantwortung bei Bergdrehs für verschiedene Filmteams; die Drehorte erstrecken sich über einen Großteil der Welt und waren oft politisch unsicher und mit Gefahren für die Crew verbunden, sei es an den schwierigen Felswänden des Eiger, auf dem Mount Everest oder dem K2 oder auch beim Kanufahren im Dschungel von Venezuela.
Mike Hoover war mit der Bergsteigerin Beverly Johnson (1947–1994) verheiratet, die er 1967 bei einer Klettertour im Yosemite-Gebiet kennenlernte. Sie starb während einer zweitägigen Heliski-Tour in den Ruby Mountains, als der Hubschrauber abstürzte. Hoover, der ebenfalls in der Maschine war, wurde schwer verletzt. Er verklagte später den Hersteller des Helikopters; es kam zu einer außergerichtlichen Einigung.

## Filmografie (Auswahl)
Kameramann beziehungsweise spezielle Kameraarbeiten
- 1970: Harry und der Zauberring (Equinox)
- 1972: Solo (Kurzfilm; auch Regie + Darsteller (Bergsteiger))
- 1974: Journey to the Outer Limits (Dokumentarfilm)
- 1975: Im Auftrag des Drachen (The Eiger Sanction; Bergaufnahmen)
- 1976: Perry Comos Christmas in Austria
- 1978: The Secret Life of Plants (Dokumentarfilm)
- 1980: Weiße Hölle (High Ice, Fernsehfilm; Bergaufnahmen)
- 1982: National Geographic Specials (Fernseh-Dokumentarserie, Folge The Sharks)
- 1983: To the Ends of the Earth (Dokumentarfilm)
- 1987: Battle for Afghanistan (Dokumentarfilm; auch Regie + Produzent)
- 1994: Am wilden Fluß (The River Wild)
- 1994: The Endless Summer II (Dokumentarfilm)
- 1996: Zion Canyon: Treasure of the Gods (Kurz-Dokumentarfilm, spezielle Aufnahmen)
- 1997: Amazon (Dokumentar-Kurzfilm)
- 2010: Great Migrations – Das große Wunder der Tierwanderungen (Fernseh-Miniserie, Folge Feast or Famine)
- 2013: Great White Shark: Beyond the Cage of Fear (Fernseh-Dokumentation; auch Produzent + eigener Auftritt)

Regisseur und Produzent
- 1984: Up (Kurzfilm)
- 1987: Afghanistan: The Secret War (Fernseh-Dokumentation, auch Editor)
- 1989: To the Limit (Dokumentar-Kurzfilm; nur Regie)
- 2006: Shark: Mind of a Demon with Fabien Cousteau (Fernseh-Dokumentation)

## Auszeichnungen
| Jahr | Auszeichnung    | Kategorie, Werk                                         | zusammen mit | Ergebnis |
| ---- | --------------- | ------------------------------------------------------- | ------------ | -------- |
| 1985 | Oscar           | „Bester Kurzfilm“: Up                                   |              | Gewonnen |
| 1985 | Preis der Jury  | „Bester Kurzfilm“ Montreal World Film Festival: Up      | Tim Huntley  | Gewonnen |
| 1989 | CableACE Awards | Bearbeitung Dokumentarfilm: Afghanistan: The Secret War | Tim Huntley  | Gewonnen |